# Cydistomyia musgravii
Cydistomyia musgravii är en tvåvingeart som beskrevs av Taylor 1918. Cydistomyia musgravii ingår i släktet Cydistomyia och familjen bromsar. Inga underarter finns listade i Catalogue of Life.